# 소프트웨어 블롯
소프트웨어 블롯(software bloat)은 일련의 컴퓨터 프로그램이 눈에 띄게 느려지고 더 많은 메모리, 디스크 공간, 처리 능력을 점유한다든지, 사용자가 느끼기에 의심스러운 개선사항만 있거나 피처 크리프로부터 고통을 받으면서 이전 버전에 비해 더 높은 하드웨어 사양을 요구하는 상황을 이야기한다. 이 용어는 일관적으로 적용되지는 않으며, 최종 사용자가 생각하기에 사용자 인터페이스의 변경사항이 하드웨어 요구사항에 거의 영향을 미치지 않음에도 이러한 변경사항이 바람직하지 않다고 결명적으로 판단할 때 종종 사용된다.
원치 않는 사전 설치 소프트웨어 또는 번들 프로그램을 기술하기 위해 블롯웨어(bloatware)라는 용어가 사용되기도 한다.

## 예시
| 윈도우 버전          | 프로세서 | 메모리 | 하드 디스크 |
| -------------------- | -------- | ------ | ----------- |
| 윈도우 95            | 25 MHz   | 4 MB   | ~50 MB      |
| 윈도우 98            | 66 MHz   | 16 MB  | ~200 MB     |
| 윈도우 2000          | 133 MHz  | 32 MB  | 650 MB      |
| 윈도우 XP (2001)     | 233 MHz  | 64 MB  | 1.5 GB      |
| 윈도우 비스타 (2007) | 800 MHz  | 512 MB | 15 GB       |
| 윈도우 7 (2009)      | 1 GHz    | 1 GB   | 16 GB       |
| 윈도우 8 (2012)      | 1 GHz    | 1 GB   | 16 GB       |
| 윈도우 10 (2015)     | 1 GHz    | 1 GB   | 16 GB       |

애플의 아이튠즈는 단순한 미디어 플레이어를 전자상거래 및 광고 플랫폼으로 전환하는 문제로 인해 블롯으로 비난을 받았으며, 전 PC 월드 편집장 에드 보트(Ed Bott)는 이와 유사한 방식으로 윈도우에 광고 공격을 하는 회사의 위선을 비난했다.
마이크로소프트 윈도우 또한 블롯으로 비평을 받았는데, 윈도우 비스타가 그 예이며 상당히 군살이 빠진 새로운 윈도우 7 코어 구성 요소를 논하면서 마이크로소프트 엔지니어 에릭 트라우트(Eric Traut)는 "이것은 윈도우 7의 코어이다. 다음은 제거된 구성 요소의 모임이다. 많은 사람들은 윈도우가 정말 거대한 블롯(bloat)의 운영 체제로 생각하고 있고 이는 온당한 묘사일 수 있다고 나는 인정한다. 규모가 크다. 그 안에 많은 것들이 포함되어 있다. 그러나 코어에서 운영 체제의 매우 핵심을 이루는 커널과 구성 요소는 실제로 매우 간소화되어 있다."라고 이야기했다.

## 같이 보기
- 소프트웨어 제품군